# The Book Thief (filme)
The Book Thief (bra: A Menina Que Roubava Livros; prt: A Rapariga Que Roubava Livros) é um filme de drama e guerra, baseado no livro do mesmo nome de Markus Zusak, dirigido por Brian Percival e escrito por Michael Petroni. O filme conta com Geoffrey Rush, Emily Watson, Sophie Nélisse, Ben Schnetzer, Nico Liersch, e Joachim Paul Assböck nos papéis principais.

## Sinopse
Uma garota de nove anos consegue sobreviver em Munique, na Alemanha, através de livros que ela roubava. Com a ajuda de seu pai adotivo, ela consegue aprender a ler em plena Segunda Guerra Mundial. A garota, Liesel Meminger, também partilha de seu aprendizado com vizinhos e um judeu que se esconde em casa.

## Elenco
- Geoffrey Rush como Hans Hubermann
- Emily Watson como Rosa Hubermann
- Sophie Nélisse como Liesel Meminger
- Ben Schnetzer como Max Vandenburg
- Nico Liersch como Rudy Steiner
- Joachim Paul Assböck como Oficial Schutzstaffel
- Sandra Nedeleff como Sarah
- Hildegard Schroedter como Frau Becker
- Rafael Gareisen como Walter Kugler.
- Gotthard Lange como Coveiro
- Godehard Giese como polícia no comboio

## Recepção

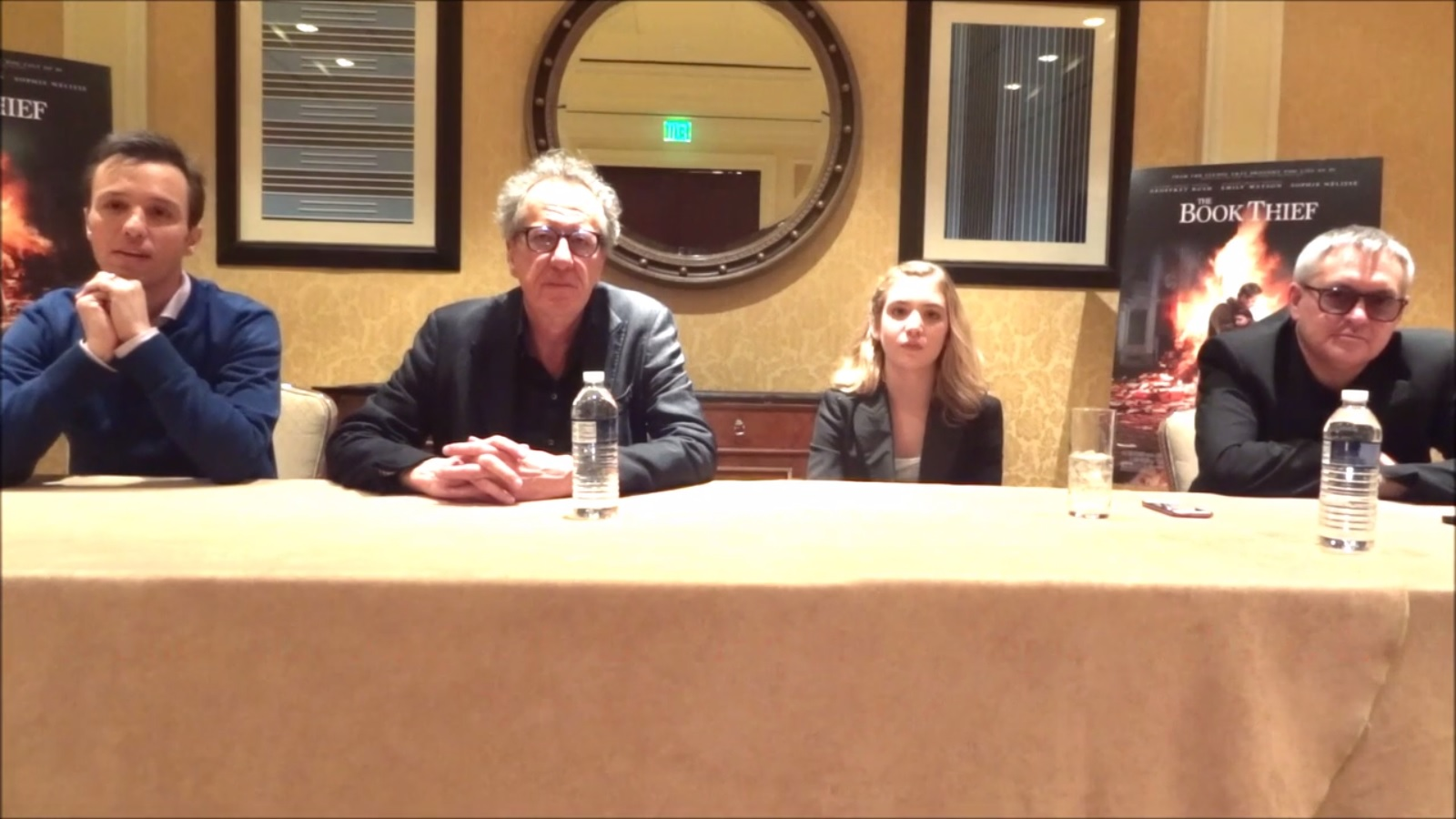
Entrevista ao elenco geral de "The Book Thief": Markus Zusak, estrelas Geoffrey Rush e Sophie Nélisse, diretor Brian Percival. Imagem de 2013.

The Book Thief teve recepção mista por parte da crítica especializada. Com índice de 46% o Rotten Tomatoes publicou um consenso: "Um pouco muito seguro no manuseio de sua configuração da Alemanha nazista, The Book Thief contraria suas restrições com um tom respeitoso e atuações fortes".